# Dryininae
Dryininae es una subfamilia de insectos de la familia Dryinidae. Hay más de 200 especies en 8 géneros de distribución mundial. Parasitan a miembros de Fulgoroidea.

## Géneros
- † Cretodryinus Ponomarenko 1975
- Dryinus Latreille, 1804
- Gonadryinus Olmi, 1989
- † Harpactosphecion Haupt, 1944
- Megadryinus Richards, 1953
- Pseudodryinus Olmi 1989
- Thaumatodryinus R.C.L. Perkins, 1905